# Unixenus vuillaumei
Unixenus vuillaumei är en mångfotingart som först beskrevs av Condè och Terver 1963.  Unixenus vuillaumei ingår i släktet Unixenus och familjen penseldubbelfotingar. Inga underarter finns listade i Catalogue of Life.